# Xestophrys javanicus
Xestophrys javanicus är en insektsart som beskrevs av Ludwig Redtenbacher 1891. Xestophrys javanicus ingår i släktet Xestophrys och familjen vårtbitare.

## Underarter
Arten delas in i följande underarter:
- X. j. lombockensis
- X. j. javanicus